# Sasek Wielki
Sasek Wielki (niem. Materschobense) – wieś w Polsce położona w województwie warmińsko-mazurskim, w powiecie szczycieńskim, w gminie Szczytno. W latach 1975–1998 miejscowość położona była w województwie olsztyńskim.
Wieś położona na północno-wschodnim brzegu jeziora Sasek Mały, ok. 10 km na południowy wschód od Szczytna. Dojazd DK58 w stronę Warszawy, następnie ok. 3,5 km od granicy miasta, zgodnie z drogowskazem w prawo w utwardzoną drogę. We wsi zachowały się nieliczne chalupy drewniane oraz murowane domy z lat 20. XX wieku.
Wieś założona 1787 r. ramach osadnictwa szkatułowego, za panowania Fryderyka Wilhelma II. W czasie pierwszej wojny światowej wieś była mocno zniszczona.